# Pennisetia pectinata
Pennisetia pectinata is een vlinder uit de familie wespvlinders (Sesiidae), onderfamilie Tinthiinae.
Pennisetia pectinata is voor het eerst wetenschappelijk beschreven door Staudinger in 1887. De soort komt voor in het Palearctisch gebied.